# Fondettes
Fondettes là một xã trong tỉnh Indre-et-Loire, thuộc vùng hành chính Centre-Val de Loire của nước Pháp, có dân số là 10.317 người (thời điểm 2004).

## Nhân khẩu học
| 1946  | 1954  | 1962  | 1968  | 1975  | 1982  | 1990  | 1999  |
| ----- | ----- | ----- | ----- | ----- | ----- | ----- | ----- |
| 2 469 | 3 058 | 3 182 | 3 441 | 4 635 | 5 844 | 7 325 | 8 921 |

## Các thành phố kết nghĩa
- Constancia, Bồ Đào Nha